# 安多拉足球俱乐部
安多拉足球俱乐部（西班牙语：Andorra Club de Fútbol，香港賽馬會稱其為FC安道爾），西班牙阿拉贡自治区安多拉市的一个足球俱乐部。该队成立于1957年，现参加西班牙足球乙级联赛。